# Bóng chuyền tại Đại hội Thể thao Đông Nam Á 2007

Bóng chuyền tại Đại hội Thể thao Đông Nam Á năm 2007 được tổ chức tại thành phố Nakhon Ratchasima, Thái Lan, trong khuôn khổ SEA Games lần thứ 24. Các trận đấu diễn ra tại Trung tâm Thể thao Kỷ niệm 80 năm Ngày sinh Đức Vua (His Majesty the King's 80th Birthday Anniversary Sports Complex), với hai nội dung thi đấu chính: bóng chuyền trong nhà và bóng chuyền bãi biển.
Nội dung bóng chuyền trong nhà diễn ra từ ngày 5 tháng 12 năm 2007 tại Nhà thi đấu số 2 thuộc khu liên hợp thể thao. Các đội tuyển nam và nữ thi đấu theo thể thức vòng bảng, chọn ra hai đội xuất sắc nhất vào chung kết. Ở nội dung nam, đội tuyển Indonesia đã vượt qua Việt Nam với tỷ số 3–2 trong một trận chung kết kịch tính để giành huy chương vàng. Ở nội dung nữ, đội tuyển Thái Lan tiếp tục khẳng định sức mạnh vượt trội khu vực khi đánh bại Việt Nam trong trận chung kết, qua đó bảo vệ thành công ngôi vô địch.
Nội dung bóng chuyền bãi biển được tổ chức cùng ngày tại Sân bóng chuyền bãi biển trong khuôn viên khu thể thao. Các cặp vận động viên thi đấu theo thể thức loại trực tiếp. Ở nội dung nam, cặp Andy Ardiyansah và Koko Prasetyo Darkuncoro (Indonesia) giành huy chương vàng sau khi vượt qua đối thủ đến từ Thái Lan. Trong khi đó, ở nội dung nữ, cặp Kamoltip Kulna và Jarunee Sannok (Thái Lan) giành chiến thắng trong trận chung kết nội bộ, mang về huy chương vàng cho quốc gia chủ nhà.

## Bảng huy chương
| Hạng               | Đoàn               | Vàng | Bạc | Đồng | Tổng số |
| ------------------ | ------------------ | ---- | --- | ---- | ------- |
| 1                  | Thái Lan (THA)     | 2    | 2   | 1    | 5       |
| 2                  | Indonesia (INA)    | 2    | 0   | 1    | 3       |
| 3                  | Việt Nam (VIE)     | 0    | 2   | 0    | 2       |
| 4                  | Campuchia (CAM)    | 0    | 0   | 1    | 1       |
| 4                  | Malaysia (MAS)     | 0    | 0   | 1    | 1       |
| Tổng số (5 đơn vị) | Tổng số (5 đơn vị) | 4    | 4   | 4    | 12      |

## Tóm tắt kết quả

### Bóng chuyền bãi biển
| Nội dung | Vàng                                                         | Bạc                                                      | Đồng                                           |
| -------- | ------------------------------------------------------------ | -------------------------------------------------------- | ---------------------------------------------- |
| Nam      | Indonesia (INA) · Andy Ardiyansah · Koko Prasetyo Darkuncoro | Thái Lan (THA) · Sataporn Sawangrueang · Borworn Yungtin | Campuchia (CAM) · Kong Sopheap · Som Chamnap   |
| Nữ       | Thái Lan (THA) · Kamoltip Kulna · Yupa Phokongploy           | Thái Lan (THA) · Jarunee Sannok · Usa Tenpaksee          | Malaysia (MAS) · Beh Shun Thing · Luk Teck Hua |

### Bóng chuyền trong nhà
| Nội dung | Vàng | Bạc | Đồng |
| -------- | --- | --- | --- |
| Nam      | Indonesia (INA) · Affan Priyo Wicaksono · Aris Achmad Risqon · Ayip Rizal · Brian Alfianto · Didi Irwadi · Erwin Rusni · Fadlan Abdul Karim · I Nyoman Rudi Tirtana · Joko Murdianto · Joni Sugiyanto · Muhammad Riviansyah · Nur Widayanto           | Việt Nam (VIE) · Đặng Vũ Bôn · Huỳnh Văn Tuấn · Lê Bình Giang · Lê Hồng Huy · Ngô Văn Kiều · Nguyễn Duy Quang · Nguyễn Hữu Hà · Nguyễn Trường Giang · Nguyễn Xuân Thành · Phạm Minh Dũng · Phạm Phước Tiến · Phạm Văn Thành | Thái Lan (THA) · Annop Auttakornsiripho · Attaphon Khemdaeng · Kitsada Somkane · Kittikun Sriutthawong · Pongsakorn Nimawan · Ratchapoom Samthong · Ronnarong Jarupeng · Sarayut Yutthayong · Supachai Jitjumroon · Supachai Sriphum · Surachai Churat · Wanchai Tabwises |
| Nữ       | Thái Lan (THA) · Amporn Hyapha · Malika Kanthong · Narumon Khanan · Nootsara Tomkom · Onuma Sittirak · Patcharee Saengmuang · Piyamas Koijapo · Pleumjit Thinkaow · Rattanaporn Sanuanram · Saymai Paladsrichuay · Wanna Buakaew · Wilavan Apinyapong | Việt Nam (VIE) · Bùi Thị Huệ · Đinh Thị Diệu Châu · Đỗ Thị Minh · Hà Thị Hoa · Lâm Thị Thu Sáu · Lê Thị Hồng · Lê Thị Mười · Nguyễn Thị Minh · Nguyễn Thị Ngọc Hoa · Nguyễn Thị Xuân · Phạm Thị Thu Trang · Vũ Thị Liễu     | Indonesia (INA) · Agustin Wulandhari · Berlian Marsheila · Dewi Wulandari · Dini Indahsari · Gunarti Indahyani · Helina Aprianti · Josefhin Tahalele · Maya Kurnia Indri · Mella Marshellyna · Rita Kurniati · Susanti Martalia · Yati Sri Susilowati                     |